# C'Mon
"C'Mon" é uma canção da artista musical estadunidense Kesha, contida em seu segundo álbum de estúdio Warrior (2012). Foi composta e produzida por Dr. Luke, Cirkut e Benny Blanco com auxílio na escrita pela própria cantora juntamente com Bonnie McKee e Max Martin. Em 16 de novembro de 2012, faixa foi disponibilizada promocionalmente na iTunes Store como parte da contagem regressiva para o lançamento do projeto. Contudo, foi enviada para as estações de rádio dos Estados Unidos em 7 janeiro de 2013, servindo como segundo single do disco.

## Crítica profissional
Nate Jones, do Popdust.com, declarou que a canção era "decepcionante" e não alcança o nível de "Die Young". Observando também que parecia ter sido descartada do alinhamento do álbum de estreia de Kesha, Animal (2010). Um redator do site The Huffington Post afirmou que "C'Mon" "encaixa-se bem com a atual sequência de sucessos" da cantora, enquanto elogiou o seu "refrão incrivelmente impressionante" e suas letras. Carl Williott, do Idolator, criticou a faixa por não possuir a nova sonoridade "cock-pop", da qual ela prometeu lançar. Entretanto, ele prezou o tema de festa frequente trabalhado pela artista, assim como o seu desempenho vocal.

## Faixas e formatos
| Download digital |         |         |  |
| N.º              | Título  | Duração |  |
| 1.               | "C'mon" | 3:34    |  |

| Extended play (EP) digital de remixes |                              |         |  |
| N.º                                   | Título                       | Duração |  |
| 1.                                    | "C'mon"                      | 3:34    |  |
| 2.                                    | "C'mon" (Wideboys Club Mix)  | 5:51    |  |
| 3.                                    | "C'mon" (Wideboys Radio Mix) | 3:52    |  |
| 4.                                    | "C'mon" (Cutmore Club Mix)   | 6:08    |  |
| 5.                                    | "C'mon" (Cutmore Radio Mix)  | 3:57    |  |

## Desempenho nas tabelas musicais
| Tabela musical (2012-13)                                      | Melhor posição |
| ------------------------------------------------------------- | -------------- |
| Alemanha (Media Control Charts)                               | 79             |
| Austrália (ARIA Charts)                                       | 19             |
| Bélgica (Ultratop 50 de Flandres)                             | 4              |
| Bélgica (Ultratop 40 da Valônia)                              | 6              |
| Canadá (Canadian Hot 100)                                     | 16             |
| Coreia do Sul (Gaon Music Chart)                              | 2              |
| Eslováquia (IFPI Slovenská Republika)                         | 87             |
| Estados Unidos (Billboard Hot 100)                            | 27             |
| Estados Unidos (Hot Dance Club Songs)                         | 16             |
| Estados Unidos (Hot Digital Songs)                            | 21             |
| Estados Unidos (Pop Songs)                                    | 9              |
| Estados Unidos (Adult Pop Songs)                              | 27             |
| França (Syndicat National de l'Édition Phonographique)        | 181            |
| Irlanda (Irish Recorded Music Association)                    | 33             |
| Itália (Federazione Industria Musicale Italiana)              | 50             |
| Nova Zelândia (Recording Industry Association of New Zealand) | 22             |
| Reino Unido (UK Singles Chart)                                | 70             |
| Chéquia (IFPI Česká Republika)                                | 49             |

| Tabela musical (2013)     | Posição |
| ------------------------- | ------- |
| Canadá (Canadian Hot 100) | 85      |

| País             | Certificação |
| ---------------- | ------------ |
| Austrália (ARIA) | Ouro         |

## Créditos
Lista-se abaixo os profissionais envolvidos na elaboração de "C'Mon", de acordo com o encarte do álbum Warrior:
| - Kesha: vocal principal, composição e vocais de apoio - Dr. Luke: composição, produção, instrumentos e programação - Benny Blanco: composição, produção, instrumentos e programação - Max Martin: composição - Bonnie McKee: composição - Cirkut: composição, produção, instrumentos e programação - Emily Wright: edição vocal, engenharia - Clint Gibbs: engenharia - Sam Holland: engenharia | - Matt Brownlie: assistente de engenharia - Rob Cohen: assistente de engenharia - Rachel Findlen: assistente de engenharia - David Levy: assistente de engenharia - Daniel Zaidenstadt: assistente de engenharia - Irene Richter: coordenação de produção - Katie Mitzell: coordenação de produção - Andrew "McMuffin" Luftman: coordenação de produção - Scott "Yarmov" Yarmovsky: coordenação de produção |

## Histórico de lançamento
| País           | Data                   | Formato          | Gravadora |
| -------------- | ---------------------- | ---------------- | --------- |
| Austrália      | 16 de novembro de 2012 | Download digital | RCA       |
| Brasil         | 16 de novembro de 2012 | Download digital | RCA       |
| Canadá         | 16 de novembro de 2012 | Download digital | RCA       |
| Estados Unidos | 16 de novembro de 2012 | Download digital | Kemosabe  |
| México         | 16 de novembro de 2012 | Download digital | RCA       |
| Nova Zelândia  | 16 de novembro de 2012 | Download digital | RCA       |
| Estados Unidos | 8 de janeiro de 2013   | Rádio mainstream | RCA       |
| Reino Unido    | 1º de março de 2013    | Download digital | RCA       |
| Reino Unido    | 4 de março de 2013     | Rádio mainstream | RCA       |